# Pauline Vanier
Pour les articles homonymes, voir Vanier et Archer (homonymie).
Pauline Vanier, née Pauline Archer à Montréal le 28 mars 1898 et morte à Trosly-Breuil en France le 23 mars 1991, est connue comme épouse du gouverneur général du Canada Georges Vanier et pour son action éducative et humanitaire.
À partir de la Seconde Guerre mondiale, elle se dévoue particulièrement auprès des blessés, des enfants, des réfugiés, des personnes âgées et des familles démunies. Elle crée une fondation et se consacre aux œuvres caritatives et humanitaires. Elle est aussi chancelière de l'Université d'Ottawa.

## Biographie
Née en 1898, Pauline Archer est la fille d'un gentleman farmer, Charles Archer, et de Thérèse de Salaberry, descendante d'une famille noble et seigneuriale. Fille unique, elle connaît une enfance plutôt solitaire. Le couvent du Sacré-Cœur à Montréal lui dispense l'enseignement élémentaire ; elle en conserve une solide culture religieuse. Pendant la Première Guerre mondiale, elle essaye de se faire engager dans l'armée, sans succès. En cachette de ses parents, elle suit des cours d'infirmière et de secourisme à 19 ans, puis exerce à l'hôpital militaire pour les convalescents, jusqu'à la fin de la guerre. Pauline rêve de se consacrer à de grandes causes ; elle renonce à être religieuse, mais décide de se vouer aux œuvres humanitaires. Elle est la cousine par alliance de Philippe de Hauteclocque, le futur maréchal Leclerc.

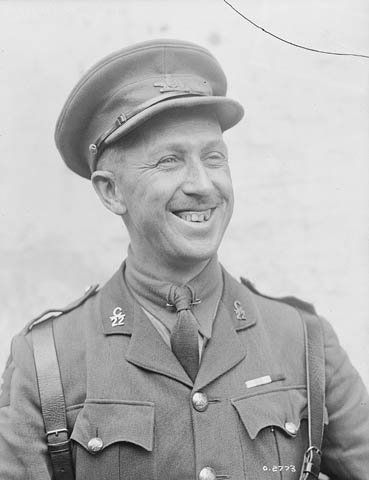
Georges Vanier, qu'elle épouse en 1921.

Elle rencontre, en 1919, Georges Vanier, héros de la guerre de 1914-1918 ; ils se marient le 29 septembre 1921. Son mari devient successivement major-général en 1941, ambassadeur du Canada en France en 1944, gouverneur général du Canada en 1959. Il meurt en mars 1967 à Ottawa.
Pauline Vanier s'est fait remarquer par la distinction et le sens humanitaire avec lesquels elle remplit ses missions en accompagnant son mari dans ses fonctions successives. Peu après leur mariage, Georges est nommé aide de camp du gouverneur général ; les Vanier emménagent à Rideau Hall, la résidence officielle du gouverneur. Après la naissance de ses trois premiers enfants, Pauline connaît une période de dépression et de doute, puis elle retrouve la forme à Londres dans les années 1930.
Georges et Pauline Vanier rencontrent en 1929 le peintre Charles Camoin, qu'ils invitent chez eux et qui leur peint cinq tableaux. C'est le début de leur collection d'œuvres d'art contemporain, comportant des tableaux et des sculptures.
Profondément chrétienne, Pauline participe tous les matins à la messe et se retire à plusieurs courtes reprises dans un Carmel près de Londres. Son mari a une approche religieuse plus austère. Elle l'entraîne écouter une homélie le vendredi saint 1938 ; en sortant, il dit à Pauline, ému : « Je ne savais pas que Dieu est amour ». Leur correspondance montre qu'ils partagent dès lors une spiritualité commune et grandissante.

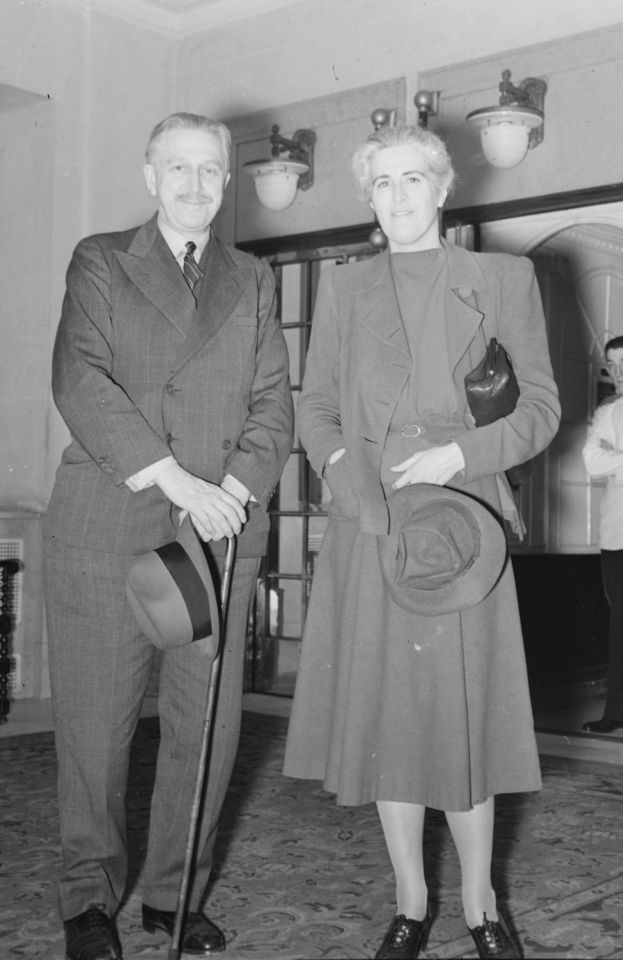
Georges et Pauline Vanier en 1940

En 1939, son mari est nommé ministre plénipotentiaire à Paris. En mai 1940, ils se réfugient à Londres. Pauline est infirmière à la Croix-Rouge, visite les hôpitaux et sert d'interprète. En 1941, les époux retournent au Canada, où ils essayent en vain de persuader leurs compatriotes de l'acuité du drame européen et de la nécessité de participer à l'effort de guerre.
Lorsque Georges est ambassadeur à Paris après la guerre, Pauline y met en place un service d'aide aux réfugiés, avec des accueils dans les gares pour les déportés de retour des camps de concentration. Ensuite, elle soutient l'abbé Pierre ; elle facilite également l'émigration au Canada de ceux qui le veulent. De retour avec son mari à Montréal en 1954, elle visite les familles défavorisées.

### Vice-reine du Canada

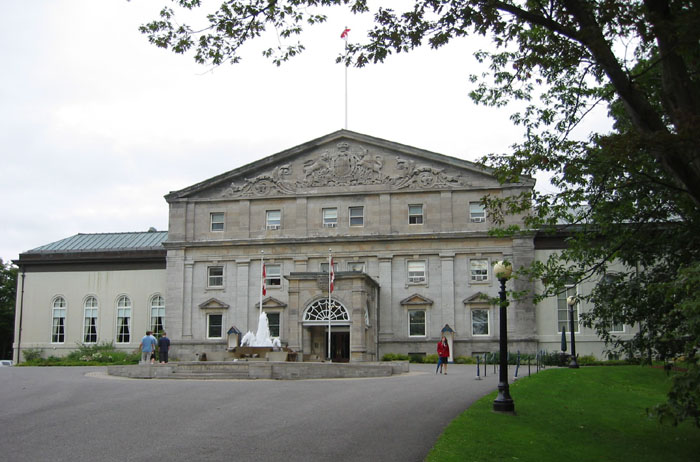
Rideau Hall, à Ottawa, est la principale résidence officielle du couple vice-royal.

Lorsque son mari devient gouverneur général du Canada en 1959 et qu'il a alors le rang de chef d'État, Pauline Vanier est considérée comme vice-reine ; elle s'efforce de se plier au cérémonial, mais y fait des entorses remarquées.
Les convictions religieuses du couple vice-royal entraînent les deux époux vers les démunis, les faibles, les personnes âgées, les enfants, la famille. Dans leurs voyages, ils se rendent très populaires auprès des Canadiens et accordent une particulière bienveillance aux personnes âgées et aux enfants. Ils organisent en 1964 à Rideau Hall la « Conférence canadienne de la famille ». En 1965, Pauline fonde avec son mari l'Institut Vanier de la famille. Organisme à but non lucratif, cet institut a pour objectif le mieux-être des familles canadiennes.

### Chancelier d'université et membre du conseil privé de la Reine
Pauline est chancelière de l'Université d'Ottawa de 1966 à 1973. Après la mort de son mari en mars 1967, elle est nommée en avril suivant membre du Conseil privé de la Reine pour le Canada, la première femme non politique à occuper ce poste. Cet honneur lui échoit parce que son mari, gouverneur général, est mort en cours de mandat, et aurait bénéficié ensuite de ce poste.
En juillet 1967, elle est nommée parmi les premiers Compagnons de l’Ordre du Canada, pour son action humanitaire ; c'est le grade le plus élevé de la plus haute distinction civile canadienne, ce grade de compagnon est attribué pour « l’œuvre de toute une vie et le mérite exceptionnel de personnes ayant apporté une contribution extraordinaire au Canada et au bien de l’humanité ».

### Enfants

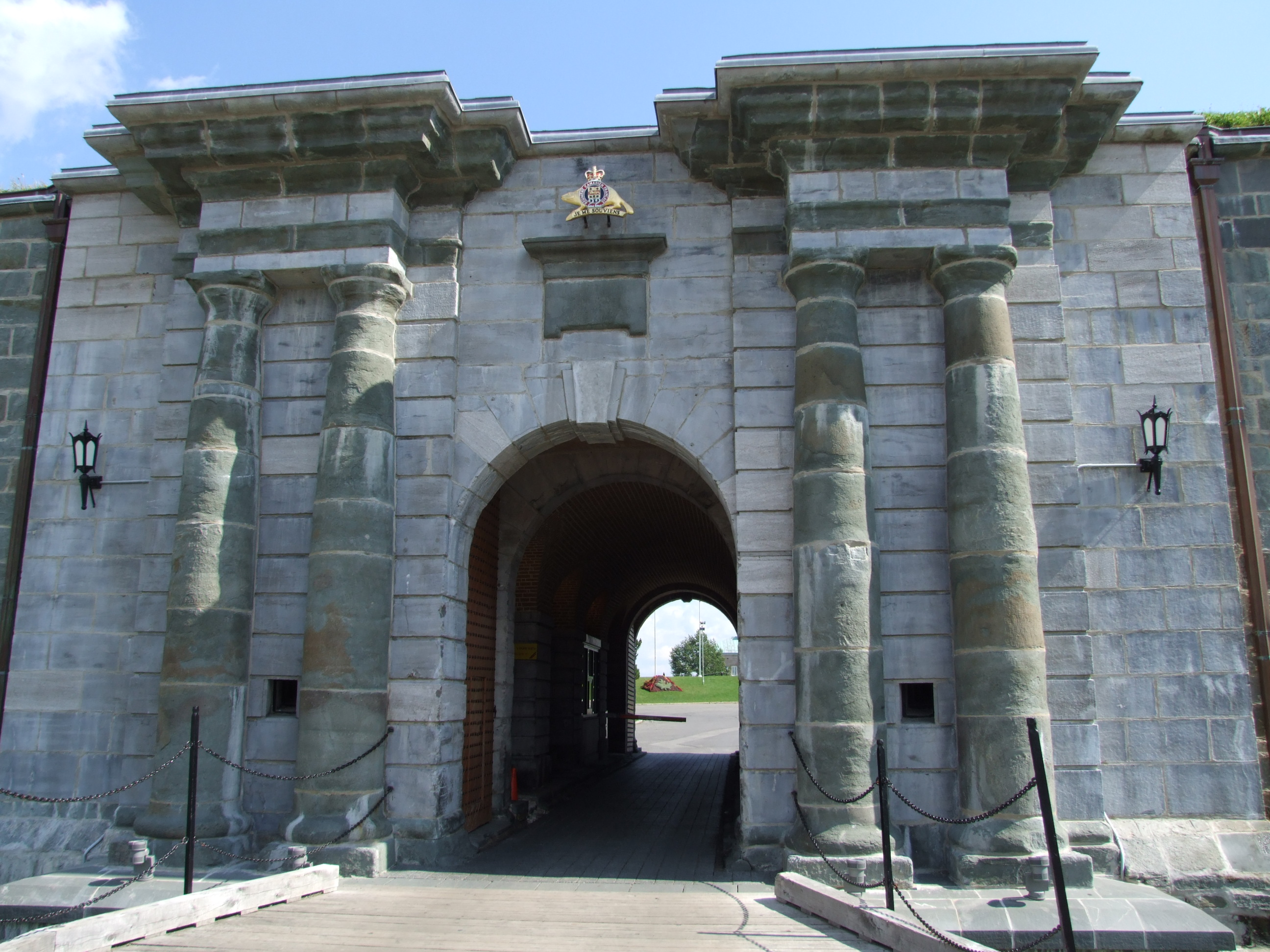
Entrée de la Citadelle où sont inhumés Georges et Pauline Vanier.

Georges et Pauline Vanier ont cinq enfants, une fille et quatre garçons : Thérèse Vanier, Georges Vanier, moine trappiste à l'abbaye Notre-Dame-du-Lac d'Oka (Québec), Bernard Vanier, Jean Vanier, fondateur des communautés de l’Arche, et Michel Vanier.

### Action à L'Arche, décès
Après une retraite chez les carmélites, Pauline Vanier décide de rejoindre son fils Jean à l’Arche. Au milieu des handicapés et des assistants venus de différents pays, elle donne son temps et sa chaleur humaine. Elle est considérée comme la grand-mère de la communauté. Elle s'y active et installe une chapelle où elle accueille les anglophones. Elle meurt à L'Arche en 1991. Elle est inhumée à côté de son mari à la Citadelle de Québec, résidence secondaire officielle du Gouverneur général.

## Procédure de béatification
Pauline et son mari ont un dossier ouvert en vue de leur éventuelle béatification par l’Église catholique, pour la spiritualité et les qualités de leur couple.
Mais cette cause de béatification semble avancer lentement. Jean Vanier, le fondateur de L'Arche, aurait demandé à ne pas idéaliser sa mère. Il évoque la vie de couple parfois difficile de ses parents ; sa mère a eu des dépressions nerveuses au début de son mariage. Pauline était fervente du Sacré-Cœur de Jésus et de l'eucharistie, et priait beaucoup. Elle a accompagné la transformation spirituelle de son mari. Le père Roger Quesnel, postulateur de la cause, a étudié pendant plus de quinze ans le dossier et toute la correspondance des Vanier ; il a aussi rencontré et questionné environ 90 personnes les ayant connus. Il indique en 2006 avoir reçu beaucoup de témoignages de faveurs obtenues, mais qu'aucune d'entre elles n'est un miracle.

## Honneurs

### Distinctions
- Membre du Conseil privé de la Reine pour le Canada (C.P.), 1967
- Compagnon de l'Ordre du Canada (C.C.), 1967
- Membre du Très Vénérable Ordre de Saint-Jean

### Hommages
- L'île Pauline, nommée en son honneur, est située dans le Nunavut, à proximité de l’île Vanier.
- Le salon Pauline-Vanier est, depuis 2003, le nom donné à un des salons officiels de Rideau Hall, siège du gouvernement général du Canada[11],[18].
- Des écoles portent son nom à Brampton (Ontario) et à Ottawa.
- Les Services pour enfants Madame Vanier (Madame Vanier Children's Services), organisme à London (Ontario)[19].
- Le pont Pauline-Vanier, au-dessus de l'autoroute des Laurentides, porte son nom depuis 1994[9].
- Le chalet Pauline-Vanier à Saint-Sauveur, au Québec, est le centre communautaire et de loisirs de la ville. https://www.vss.ca/carte-interactive/services/batiments-municipaux/chalet-pauline-vanier#
- Le complexe Pauline-Vanier à Laval habrite la bibliothèque multiculturelle de Laval. https://www.laval.ca/Documents/Pages/Fr/Culture/bibliotheques/Plan-directeur-bibliotheques-2020.pdf

## Sources bibliographiques
- Deborah Cowley, George Cowley, Portrait de Pauline Vanier : la vie d'une femme, Novalis, 1994  (ISBN 2890887006 et 9782890887008). (« Ce livre ne lui rend pas justice », selon la Revue d'histoire de l'Amérique française[20]).
- Jacques Monet, « Un couple exceptionnel : Georges et Pauline Vanier », dans Gilles Routhier, Jean-Philippe Warren, Les visages de la foi: figures marquantes du catholicisme québécois, Fides, 2003 (ISBN 2762124786 et 9782762124781, lire en ligne), p. 95-105.
- (en) « Pauline Vanier », dans David Twiston Davies, Canada from afar: the Daily telegraph book of Canadian obituaries, Dundurn Press Ltd., 1996 (ISBN 1550022520 et 9781550022520, lire en ligne), p. 20-23.
- (en) Mary Frances Coady, Georges and Pauline Vanier, McGill-Queen's Press - MQUP, 2011 [Extraits en ligne].
- (en) Ann Ball, « Georges and Pauline Vanier », dans Gilles Routhier, Jean-Philippe Warren, Faces of Holiness II: Modern Saints in Photos and Words, vol. 2, Our Sunday Visitor Publishing, 2001 (ISBN 0879734094 et 9780879734091, lire en ligne), p. 140-146.